# Gabriel González Galbán
Gabriel González Galbán (México D.F., México, 28 de febrero de 1846 – Ibídem, 18 de abril de 1928) fue un militar mexicano del siglo XIX. Coronel del ejército de su país y General de Brigada (Brigadier) del Ejército Mambí cubano. 

## Orígenes y carrera
Gabriel González Galbán nació en la ciudad de México D.F., México, el 28 de febrero de 1846. 
Estudió en la Academia Militar del Castillo de Chapultepec, graduándose de Subteniente en 1862. Luchó contra la Segunda intervención francesa en México. 
En 1865 fue ascendido dos veces, primero a Teniente y luego, a Capitán del Ejército mexicano. Custodió al emperador Maximiliano I de México tras su captura.

## Guerra de los Diez Años
González Galbán se involucró en las conspiraciones de los independentistas cubanos y, debido a su experiencia militar previa, fue nombrado uno de los Jefes del Alzamiento de Jagüey Grande, en febrero de 1869. 
Junto al también militar mexicano José Inclán Risco, Gabriel González Galbán fue hecho prisionero por las autoridades coloniales españolas antes de poder participar en el alzamiento. Fueron conducidos a La Habana. 
Liberado poco tiempo después, González Galbán se exilió en Nueva York, Estados Unidos. En dicha ciudad, se alistó a la expedición del vapor “Perrit”, comandada por el General estadounidense Thomas Jordan. 
El “Perrit” desembarcó por la costa norte del Oriente de Cuba, el 11 de mayo de 1869. Tras un primer combate, González Galbán fue herido en un brazo y una muñeca. Bajo las órdenes de Jordan, hasta diciembre de ese año, González Galbán fue posteriormente subordinado al Mayor general Donato Mármol. 
A comienzos de 1872, fue arrestado por los cubanos, junto a Inclán Risco, acusados ambos de planear la rendición. Degradado a soldado, fue posteriormente absuelto, por falta de evidencias. 
El Mayor general Máximo Gómez lo ascendió a General de Brigada (Brigadier), el 1 de octubre de 1873. Combatió bajo sus órdenes en La Sacra, Palo Seco, Naranjo-Mojacasabe y Las Guásimas. 
Posteriormente, en julio de 1874 fue nombrado Jefe de la “División de Las Villas”. Sin embargo, en septiembre de ese mismo año, tuvo que ser sustituido de su puesto, debido a la negativa de las tropas villareñas a combatir bajo las órdenes de un jefe extranjero. 
Tras esto, fue puesto bajo las órdenes del Brigadier estadounidense Henry Reeve. En 1875 y 1876, González Galbán tomó parte en la Invasión a Las Villas. En mayo de 1877, fue designado Jefe de la “Segunda Brigada” de la “División de Camagüey”. 
En enero de 1878, ante la situación de desmoralización generalizada en las fuerzas cubanas, González Galbán solicitó su renuncia y permiso para regresar a México. Sin embargo, le fue negado. 
El 10 de febrero de 1878, se firmó el Pacto del Zanjón, que puso fin a la guerra, sin reconocer la independencia de Cuba. González Galbán no estuvo de acuerdo con dicho pacto y marchó al exilio, el 28 de febrero de 1878.

## Regreso a México, últimos años y muerte
Tras volver a su país de nacimiento, González Galbán reingresó en el Ejército mexicano. 
Al estallar la Guerra Necesaria (1895-1898), tercera guerra por la independencia de Cuba, González Galbán se declaró dispuesto a regresar a Cuba, para cooperar con los independentistas cubanos. Sin embargo, le fue imposible. 
Gabriel González Galbán falleció de causas naturales en su ciudad natal, el 18 de abril de 1928, a los 82 años de edad.
En la provincia de Camagüey quedan algunos familiares de González Galbán.